# اوخله‌بینینو
اوخله‌بینینو (انگلیسی: Okhlebinino) یک شهرک در شهرستان ایگلینسکی استان باشقیرستان کشور روسیه است.